# Fort Hazegras

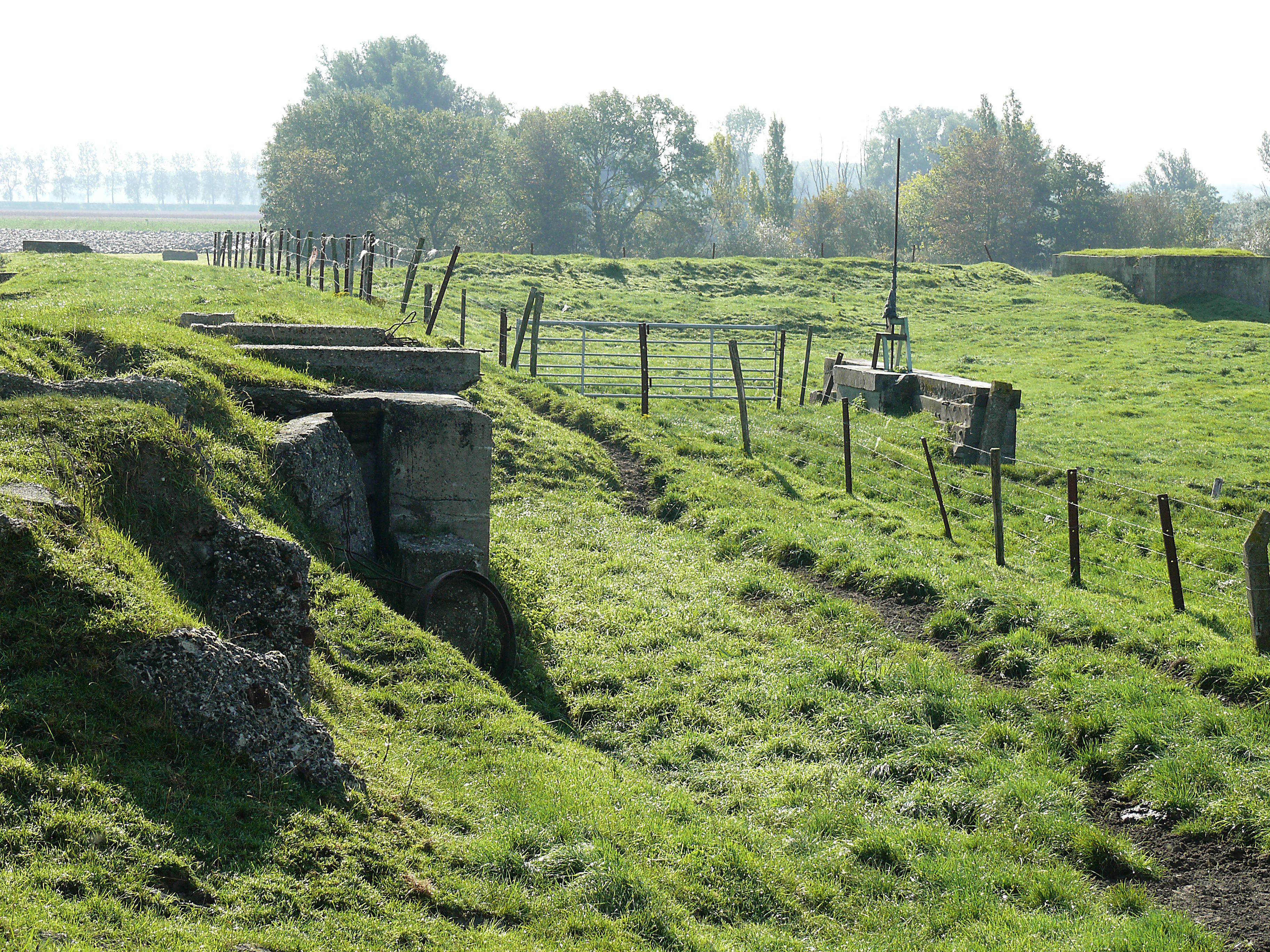
Fort Hazegras

Het Fort Hazegras is een fort dat zich bevond in het gebied Hazegras, nabij het Zwin in de gemeente Knokke-Heist, nabij de buurtschap Oosthoek.

## Geschiedenis
In 1783 vonden schermutselingen plaats tussen de Oostenrijkse Nederlanden onder leiding van keizer Jozef II, en de Republiek. De Oostenrijkse Nederlanden hadden in dit jaar opnieuw bezit genomen van de Zwinstreek, zoals dat reeds in het grensverdrag van 1664 was vastgelegd. Hiertoe werden de Nederlandse posten uit het Fort Sint-Donaas en het Fort Sint-Paulus verjaagd. De Republiek reageerde hierop door de Passluis bij Sluis te sluiten, waardoor de uitwatering van de Oostenrijkse gebieden bemoeilijkt werd.
Daarom werd in 1784 een nieuwe sluis, de Hazegrassluis, gebouwd. Dit was een dubbele uitwateringssluis, gebouwd uit baksteen en kalksteen. Deze sluis werd beveiligd met een fort: het Hazegrasfort. In hetzelfde jaar vond nog de Keteloorlog plaats.
Met het Verdrag van Fontainebleau (1785) kwam een einde aan de vijandelijkheden, wat het fort in feite overbodig maakte. In 1794 werd het echter nogmaals gebruikt door de Fransen, toen ze zich opmaakten om het huidige Zeeuws-Vlaanderen binnen te vallen.

## Verdere ontwikkelingen
De Belgische Revolutie vormde aanleiding tot een nieuwe opleving. Het fort werd bezet door de Nederlanders, die op 20 oktober 1830 door uit Brugge afkomstige militairen werden verdreven. Pogingen tot herovering door twee Nederlandse kanonneerboten (5 augustus 1831) werden verijdeld, waarop de Belgen besloten het fort te moderniseren, waarbij het de naam Fort Leopold kreeg (naar koning Leopold I van België, welke het fort in 1834 bezocht). Krijgshandelingen vonden er echter niet meer plaats en toen, in 1839, de vrede werd getekend, was het fort opnieuw overbodig geworden en werden de stenen ervan verkocht.
Tijdens de Eerste Wereldoorlog kreeg het terrein opnieuw een militaire betekenis. Hier werd door de Duitse bezetters een onderdeel van de Hollandstelling gebouwd, bestaande uit een aantal bunkers. Het waren de eerste bunkers die in gewapend beton werden uitgevoerd.
Tijdens de Tweede Wereldoorlog werd dezelfde locatie een onderdeel van de Atlantikwall. Nieuwe bunkers, ronde geschutstellingen en manschappenverblijven in beton en baksteen werden bijgebouwd.